# Давыдовы
Давыдовы — русские княжеский, графский и дворянские рода, числом 76.
При подаче документов для внесения рода в Бархатную книгу были предоставлены две родословные росписи: Дмитрием (19 мая 1686) и Алексеем (20 ноября 1686) Давыдовыми, а также три жалованные грамоты Василия III Ивановича Андрею Васильевичу Лисице-Давыдову на волость Пыхово Зубцовского уезда (1501), ему же на волость Озёра Торопецкого уезда (1505—1510) и Семёну Ивановичу на волость Песья Лука и Раменье Старицкого уезда (1502).
Имеется несколько родов Давыдовых:
1. Князья Давыдовы-Засекины, Рюриковичи,ветвь ярославских князей. Род существовал до XVII века.
2. Князья Давыдовы, потомки грузинского царя Александра I (в гербовник не внесены)[2][3].
3. Потомство мурзы Минчака, выехавшего из Большой Орды к великому князю Василию Дмитриевичу (Герб Часть II. № 51), сюда принадлежат и графы Орловы-Давыдовы (Герб. Часть XII. № 17)[2][3].
4. Потомки Давыда Бея, владевшего Цымаком (1517), армянского происхождения, потомок его, полковник Степан Давыдов, выехал в Россию (1784) (Герб. Часть VII. № 162).
5. Потомки Андрона Давыдова, жалованного поместьем (1622) (Герб. Часть X. № 40).
6. Потомки Трофима, Ивана и Михаила Давыдовых, пожалованных поместьями (1689) (Герб. Часть XII. № 145).
7. Иван Юльевич Давыдов, утверждённый в потомственном дворянстве (1844). (Герб. Часть XIV. № 61).
8. Потомство действительного статского советника Николая Евдокимовича и полковника Василия Евдокимовича Давыдовых (Герб. Часть XIV. № 28).
9. Потомки Михаила Прушанича Давыда Михайловича Морозова — Давыдовы (Морозовых)
10. Родоначальник Никита Васильевич Давыдов, тверской сын боярский (1560). Из этого рода происходил Иван Иванович Давыдов. Род внесён в VI и III части родословной книги Московской и Тверской губерний.
11. Родоначальник Иван Никитич Давыдов, новгородский помещик, сын боярский (1583), внесён в VI часть родословной книги Новгородской и Тамбовской губерний.
12. Потомство генерал-лейтенанта Фёдора Давыдова (Герб. Часть XIX. № 18).
13. Петр Давыдович Давыдов, († 03.12.1748), из солдатских детей г. Москвы, лейб-кампании гренадер, возведен в потомственное дворянское достоинство Российской Империи (31.12.1741)[4].

Остальные роды Давыдовых позднейшего происхождения.

## Происхождение и история родов

### Давыдовы-Минчаковы
Первый по знатности и положению в обществе род Давыдовых происходит от мурзы Минчака, сына мурзы Косая, якобы потомка Чингисхана из рода Тука-Тимуридов (XIII колено), выехавшего в Москву из Золотой Орды к великому князю Василию Дмитриевичу и принявшего крещение с именем Семеона Косаевича. У него был сын Давыд Семеонович (Семёнович) Минчаков, от которого род принял фамилию и на протяжении нескольких поколений писались Давыдовыми-Минчаковыми, а впоследствии просто Давыдовыми. От него произошли так же дворянские рода Уваровы, Оринкины и Злобины.
Семён, Алексей, Никифор и Фёдор Григорьевичи служили по Дмитрову в городских дворянах и были испомещены в Московском уезде (1550). В первой половине XVI века четырнадцать представителей рода Тверские помещики, некоторые из них служили великому князю, а некоторые Тверским владыкам. В конце XVI — начале XVII столетий владели поместьями и вотчинами в Звенигородском, Орловском и Коломенском уездах, Новгородской области.
В XVII столетии Давыдовы владели поместьями и вотчинами в Можайском, Рузском, Белёвском, Серпейском, Верхне-Ломовском, Курском, Рыльском, Соловском, Орловском, Каширском, Болховском, Ярославском, Суздальском, Белозёрском и Бежецком уездах. Иван Григорьевич владел поместьем в Ярославском уезде (1620). Никифор Алексеевич выборный на Земский Собор (1642). Домна Давыдова была из казначей пожалована в боярыни (1648).
Сорок девять представителей рода владели населёнными имениями (1699).

### Давыдовы-Беи
Предки данного рода, происшедшие от Атабека-Ишхана (знатный князь) в древние времена имели свои княжения. Давыд-Бей также владел Цымаком (1517). Потомки сего рода, Степан Давыдов. выехал в Россию (1784) в качестве араратского посланника, а потом, вступая в Российское подданство и службу, пожалован полковником. Сын его, Богдан Давыдов. лейб-казачьего полка штабс-ротмистр, в награду за усердие к службе императором Павлом I пожалован деревнями в Тамбовской губернии (1797).

### Графы Орловы-Давыдовы
Высочайше утверждённым Государственным советом (20 марта 1856) дозволено действительному статскому советнику, внуку камергера, графа Владимира Григорьевича Орлова, Владимиру Петровичу Давыдову, принять титул и фамилию дяди его и именоваться впредь с потомством графом Орловым-Давыдовым, с тем, чтобы такое присвоение фамилии не изменяло порядка наследования родовых имений. Соединённый герб высочайше утверждён (07 июня 1857), с пожалованием грамоты на графское достоинство Владимиру Петровичу Орлову-Давыдову (30 мая 1858).
Этот род Давыдовых внесён в VI часть родословных книг Калужской, Орловской, Саратовской, Симбирской, Московской и Санкт-Петербургской губерний и в III часть родословной книги Гродненской и Киевской губерний (Гербовник, II, 51).

### КнязьяБагратион-Давыдовы
Багратиони-Давитишвили (Давыдовы) — русский княжеский род, происходящий от царя кахетинского Александра I († 1511).

### Князья Давыдовы-Засекины
Князья Давыдовы-Засекины - это ветвь князей Засекиных, происходящих от Ярославских князей Рюриковичей. Род Засекиных был одним из наиболее многочисленных среди Ярославских Рюриковичей. Ветвь Давыдовых-Засекиных, также известная как Давыдковы, образовалась от одного из сыновей Ивана Ивановича Засекина по прозвищу "Бородатый дурак". В этой ветви был, например, князь Лев Иванович Засекин Давыдов, который был воеводой и писцом во времена Ивана Грозного.

## Описание гербов
В Гербовнике Анисима Титовича Князева 1785 года имеется изображение пяти печатей членов рода с гербами:
1. Герб генерал-поручика (1773) Ивана Ивановича Давыдова (г/р 1726): щит имеющий округлую форму разделён крестообразно на четыре части, в середине которых малый щиток в белом поле которого изображен серебряный месяц, рогами вниз обращенный, под ним серебряная шестиконечная звезда, а над ним золотой крест (изм. польский герб Корибут). В первой и четвёртой частях, в золотом поле, выходящий из голубого облака, серебряный орел с распростёртыми крылами, головы смотрят к середине щита, а в левой лапе держат изогнутую саблю. Во второй и третьей частях, в белом поле, три золотые шестиконечные звезды (одна вверху. две внизу), под которыми вертикально красный лук с вложенной горизонтально стрелой, остриями к краю щита. Щит покрыт мантией княжеского достоинства и увенчана дворянской короной. Щитодержатели: слева, белый орёл в распростёртыми крыльями. Под щитом лапчатый крест. Вокруг щита военная арматура в виде знамён, пушек, барабана.
2. Герб генерал-майора (1767), предводителя дворянства Тульской губернии (1776) Ивана Кирилловича Давыдова: щит разделён крестообразно на четыре части. В первой части, в белом поле, серебряный месяц. Во второй части, в белом поле, три золотые шестиконечные звезды (изм. польский герб Карп). В третьей части, в белом поле, выходящая из облака серая рука с изогнутой саблей (изм. польский герб Малая Погоня). В четвёртой части, в серебряном поле, золотые титлы (буквы) гербовладельца, переплетённые между собой. Щит покрыт мантией княжеского достоинства и увенчана дворянским шлемом. Вокруг мантии военная арматура в виде знамён, пушек с ядрами, сабель и пик.
3. Герб генерал-майора (1786) Льва Денисовича Давыдова: описание герба полностью совпадает с описанием герба № 1., за исключения цвета некоторых изображений на гербе.
4. Герб Николая Сергеевича Давыдова: щит разделён крестообразно на четыре части. В первой части, в сером поле, серебряный месяц. Во второй части, в синем поле, три золотые шестиконечные звезды. В третьей части, в красном поле, выходящая из облака чёрная рука с изогнутой саблей. В четвёртой части, в сером поле, золотые титлы (буквы) гербовладельца, переплетённые между собой. Щит увенчан коронованным дворянским шлемом, с шейным клейнодом. Цветовая гамма намёта не определена.
5. Герб Ивана Давыдова: в серебряном поле щита, имеющий круглую форму, изображён золотой лев в прыжке влево, с поднятым хвостом. Щит увенчан дворянской короной (дворянский шлем и намёт отсутствуют). Вокруг щита фигурная виньетка и военная арматура в виде знамён, пик, сабель, горна и барабана[10].

Примечание: в начале XIX века бытовал вариант герба Давыдовых потомства Минчака Касаевича, схожим с № 1 и 3. В нём щит изображён на мантии и дополнен девизом: «Родина и Честь», на латинском языке. Подобная версия находилась на книжном экслибрисе генерал-майора, героя Отечественной войны 1812 года Александра Львовича Давыдова (1773—1833).

#### Герб. Часть II. № 51
Герб потомков мурзы Минчака: в щите разделённом на четыре части. посредине находится малый щиток, голубого поля, в котором изображён золотые крест и шестиугольная звезда и между ними серебряный полумесяц, рогами обращённый вниз. В первой и четвёртой частях, в красном поле, означены по одному одноглавому орлу чёрного цвета, держащему в лапе обнажённый меч. Во второй и третьей частях, в голубом поле, видны по три золотые шестиугольные звезды и под ними лук с натянутой стрелой, означенные золотом. Щит увенчан обыкновенным дворянским шлемом с дворянской на нём короной. Намёт на щите голубого и красного цветов, подложенный золотом.

#### Герб. Часть VII. № 162.
Герб потомков Давыда-Бея: в щите разделённом на четыре части, посредине находится щиток чёрного цвета, в котором изображён золотой лев, держащий в лапах лук, а по сторонам этого щитка в золотом поле две армянские литеры чёрного цвета, на российском языке Д и Б (Давыд-Бей). Над этим щитком в горностаевом поле на малиновой подушке положена княжеская шапка. В первой части, в голубом поле, чёрный одноглавый орёл, имеющий в лапах серебряную стрелу. Во второй части, в зелёном поле, золотой крест, означенный на ветви с плодами того же металла. В третьей части, в серебряном поле, видны пять рыб, плавающие в реке. В четвёртой части, в красном поле, крестообразно означены белое знамя с золотым древком и серебряная сабля, остроконечием вниз. Щит увенчан дворянским шлемом и короной со страусовыми перьями. Намёт на щите зелёного и красного цвета, подложенный золотом и серебром. Щитодержатели: два воина в панцирях с пиками.

#### Герб. Часть X. № 40.
Герб потомков Андрона Давыдова: щит разделён на три части: до половины перпендикулярно, а к подошве щита к правому и левому углам диагонально чертами, в которых изображены: в первой части в красном поле выходящая из облака рука в серебряных латах с поднятым вверх мечом. Во второй части, в голубом поле, золотой полумесяц, рогами обращённый вверх. В третьей части, в чёрном поле, три серебряные шестиугольные звезды. Щит увенчан дворянским шлемом и короной. Намёт на щите голубой и красный, подложенный серебром. Щитодержатели: два льва.

#### Герб. Часть XIV. № 28.
Герб потомков действительного статского советника Николая Евдокимовича и полковника Василия Евдокимовича Давыдовых: щит разделён на четыре части, в середине малый щиток. В первой и четвертой частях, в золотом поле, чёрный одноглавый орёл с красными глазами, языком, клювом и когтями, держащий в правой лапе серебряный восточный меч. Во второй и третьей частях, в голубом поле. золотой натянутый лук со стрелой вправо. Над луком три золотых пятиконечных звезды (одна вверху, две внизу). В голубом малом щитке, серебряный полумесяц рогами вниз, над ним золотой греческий крест, под ним золотая пятиконечная звезда. Над щитом древнерусский коронованный шлем. Нашлемник: чёрный одноглавый орёл с красными глазами, языком, клювом и когтями держит в правой лапе серебряный изогнутый меч. Намёт: голубой с золотом. Щитодержатели: два русских латника в одеждах XV века. Правый держит серебряный меч, левый золотой лук. Девиз: «БОГУ И ГОСУДАРЮ» золотыми буквами на голубой ленте.

#### Герб. Часть XIV. № 61.
Герб потомков тайного советника Ивана Давыдова: в голубом щите стоящий на зелёной траве рыцарь, обращённый вправо, в серебряных латах. В правой руке держит развевающееся серебряное, с красным греческим щитом знамя на серебряном древке, увенчанное серебряным крестом, а левой — серебряный щит. Над щитом дворянский коронованный шлем. Нашлемник: три страусовых пера: среднее серебряное, крайние голубые. Намёт: голубой с серебром. Девиз: «БРАТОЛЮБИЕ» серебряными буквами на голубой ленте.

#### Герб. Часть XIX. № 53.
Герб потомков коллежского советника Алексея Давыдова: в голубом щите серебряная лира. В золотой оконечности щита горизонтально чёрный змей с красными глазами и языком, держащий в пасти зелёный трилистник. Над щитом дворянский коронованный шлем. Нашлемник: встающий рыцарь в серебряных латах, держащий в правой руке развевающееся серебряное знамя. Намёт справа голубой с серебром, слева чёрный с золотом. Девиз: «ПРАВДОЮ И ДОБРОМ» серебряными буквами на голубой ленте.

#### Герб лейб-компании гренадёра Давыдова
Герб лейб-компании гренадёра Петра Давыдовича Давыдова: на две части вдоль разделенный щит, у которого правая часть показывает в чёрном поле золотое стропило с наложенными на нем тремя горящими гранатами натурального цвета между тремя серебряными звездами, яко общий знак особливой Нам и всей Империи Нашей при благополучном Нашем с помощью Всевышнего на родительский Наш наследный престол вступлении верно оказанной знатной службы и военной храбрости Нашей Лейб-компании, а левая показывает в красном поле три серебряные от подошвы до середины щита простирающиеся палисадины, чёрными шипами сплоченные, с восходящую луною того же металла на средней из тех палисадин лежащею.
Над щитом несколько открытый к правой стороне обращенный стальной дворянский шлем, который украшает наложенная на него обыкновенная Лейб-компании гренадерская шапка с красными и белыми страусовыми перьями и с двумя по обеим сторонам распростертыми орловыми крылами черного цвета, на которых повторены три серебряные звезды. По сторонам щита опущен шлемовный намёт красного и чёрного цветов, с правой стороны подложенный серебром, а с левой золотом, с приложенною внизу щита надписью: «ЗА ВЕРНОСТЬ И РЕВНОСТЬ».

## Известные представители
- Давыдов-Минчаков Никифор Степанович — воевода во многих походах при царях Иване Грозном и Фёдоре Ивановиче.
- Давыдов Андрей Александрович — воевода в Алатыре (1584).
- Давыдов Иван Михайлович — голова в Михайлове (1602), Шацке (1603).
- Давыдов Курдюк — письменный голова, воевода в Мангазее (1607).
- Давыдов Воин — воевода в Белой (1608).
- Давыдов Иван Иванович Воронок — воевода в Переславле-Рязанском (1613).
- Давыдов Григорий Никифорович — воевода в Осколе (1614).
- Давыдов Иван Никифорович — воевода в Валуйках (1616—1617), Романове на Волге (1617), Гороховце (1625), Кольском остроге (1625—1628), Берёзове (1631), Астрахани (1636—1637).
- Давыдов Юрий Никифорович — воевода в Перемышле (1616—1617).
- Давыдов Василий Алексеевич — воевода в Суздале (1618—1619), Мценске (1623—1625), Царёвосанчурске (1625), Ядрине (1625), Мангазее (1631—1632).
- Давыдов Борис Никифорович — воевода в Яранске (1619—1620).
- Давыдов Михаил Григорьевич — воевода в Зубцове (1620).
- Давыдов Иван Никитич Меньшой — воевода в Белёве (1623—1626).
- Давыдов Борис — воевода в Самаре (1624).
- Давыдов Григорий Степанович — воевода в Мещовске (1625—1627).
- Давыдов Павел Степанович — воевода в Козельске (1625), Мещовске (1628—1630), Белёве (1634), Туле (1640—1642).
- Давыдов Фёдор Алексеевич — воевода в Лихвине (1637—1639).
- Давыдов Андрей Афанасьевич — воевода в Пелыме (1646).
- Давыдов Семён Павлович — воевода в Козельске (1646).
- Давыдов Никифор Алексеевич — воевода в Болхове (1647—1649).
- Давыдов Семён Северьянович — воевода в Чебоксарах (1651).
- Давыдов NN — воевода в Царицыне (1658).
- Давыдов Максим Иванович — воевода в Твери (1659).
- Давыдов Денис Григорьевич — воевода у тульских засек (1662).
- Давыдов Алексей Петрович — воевода в Берёзове (1662—1667).
- Давыдов Яков Евтихеевич — приказной в Невьянском остроге (1663), воевода в Ирбите (1666—1667).
- Давыдов Афанасий — приказчик, воевода в Исетском остроге (1667).
- Давыдов Иван Степанович, дьяк, воевода в Тобольске (1670).
- Давыдов Иван — дьяк, воевода в Севске (1671).
- Давыдов Иван Ильич — стольник, воевода в Кузнецке (1676—1681).
- Давыдов Дмитрий — стольник, воевода в Великих Луках (1677).
- Давыдов Иван Петрович — стряпчий, воевода в Орле (1678).
- Давыдов Гаврила Фирсович — стольник, воевода в Ростове (1682).
- Давыдов Фёдор Григорьевич — стольник, воевода в Брянске (1684), Козлове (1689)[5][14].
- Иван Кириллович Давыдов — генерал-поручик, белгородский губернатор (1773).
- Александр и Пётр Львовичи — достигли блестящего положения в высшем свете благодаря богатству и связям своей матери — одной из племянниц князя Потёмкина, унаследовавшей среди прочих его владений Каменку в Поднепровье, «тогдашнее rendez-vous польских магнатов и веселий всякого рода» (Смирнова-Россет), где у них в гостях вместе с героическими Раевскими провёл несколько месяцев молодой Пушкин.
- Василий Львович — декабрист, сослан на каторгу.
- Денис Васильевич — известный поэт-партизан.
- Николай Николаевич — сызранский уездный предводитель дворянства.
- Юрий Львович — камергер, Чигиринский уездный предводитель дворянства, директор Киевского отделения Русского музыкального общества.

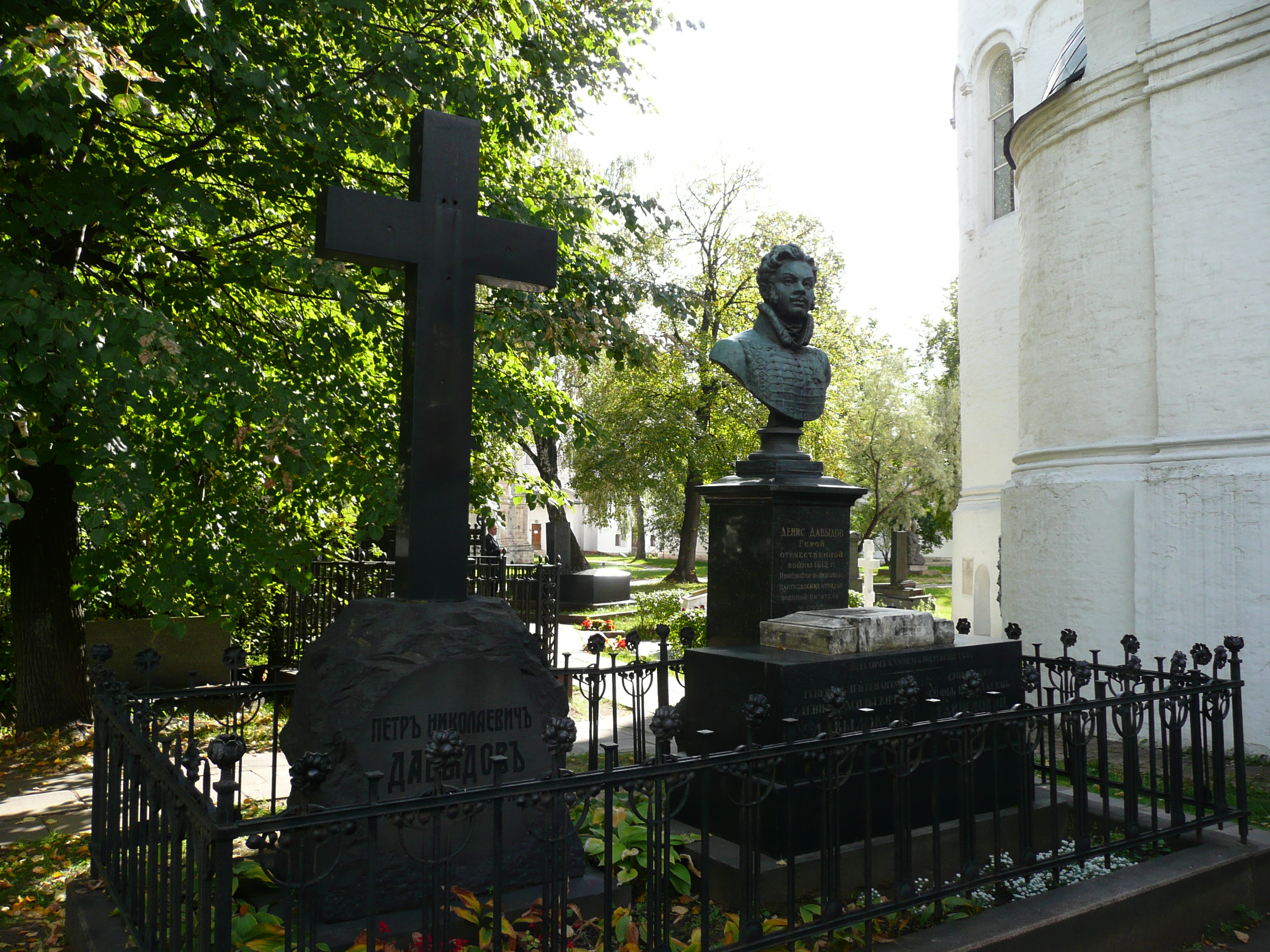
Могилы Давыдовых в Новодевичьем монастыре, у входа в Смоленский собор
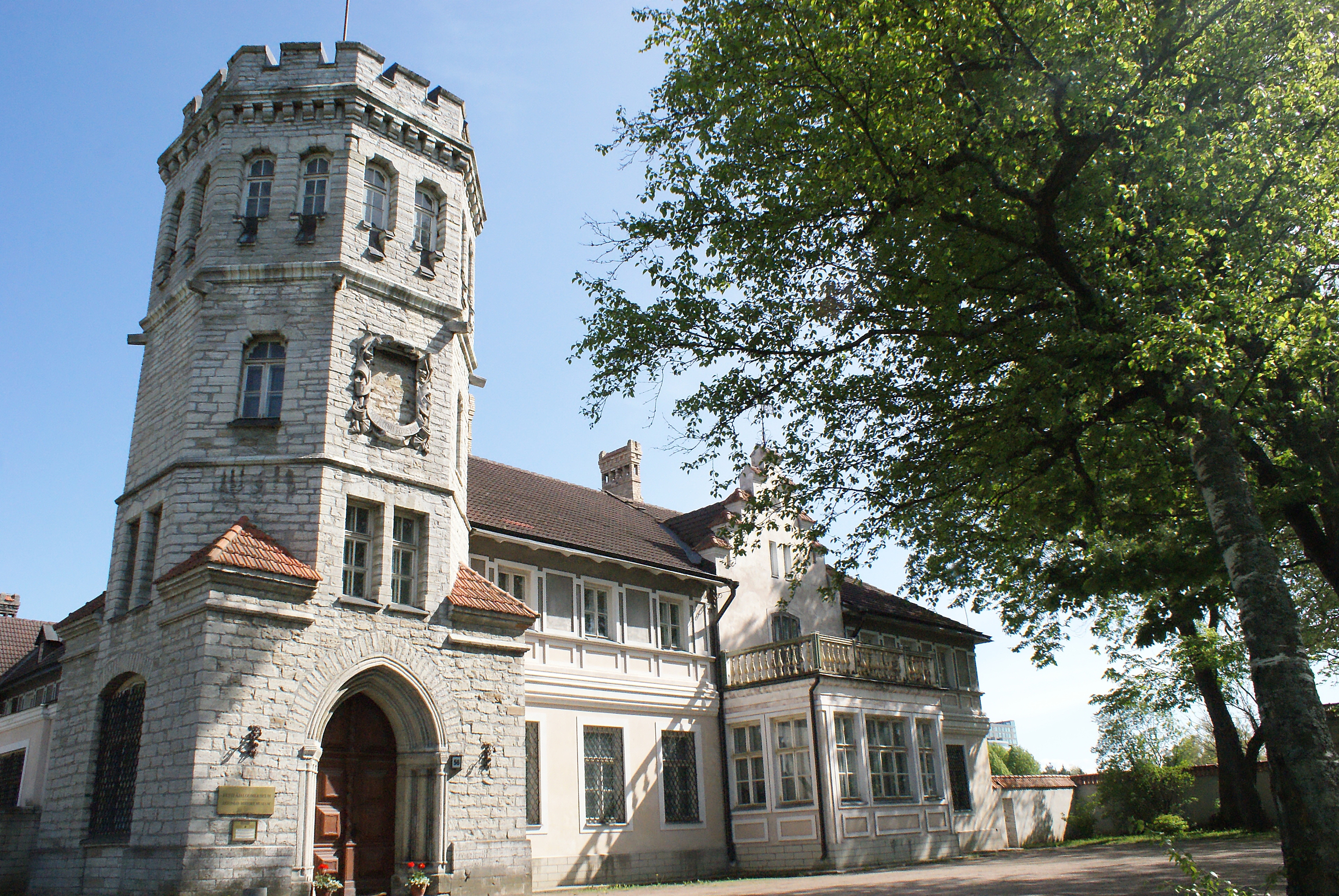
Резиденция Орловых-Давыдовых около Таллина